# Azagor
Azagor ist eine Landgemeinde im Departement Dakoro in Niger.

## Geographie

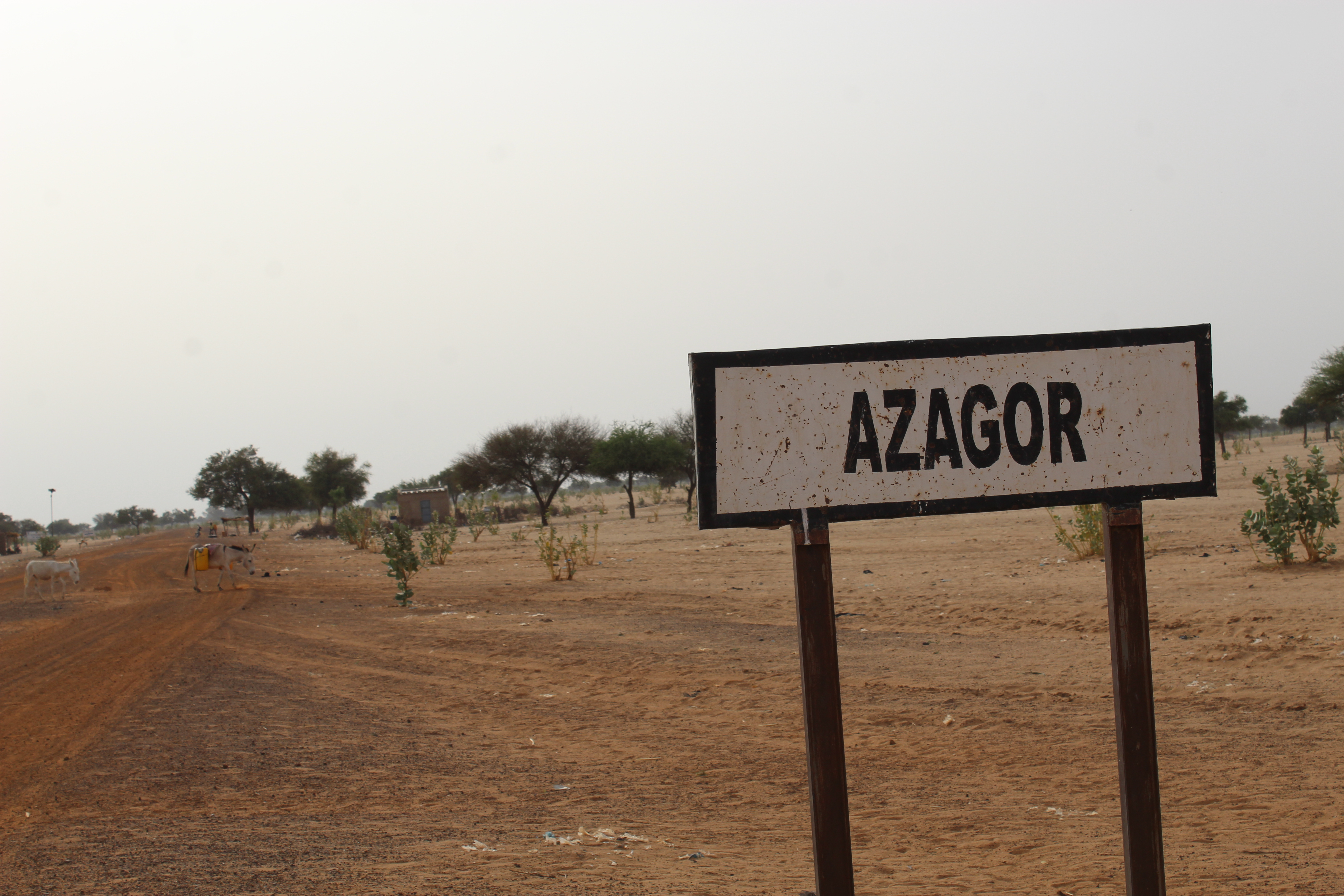
Ortsschild des Hauptorts Azagor (2023)

Azagor liegt in einem Teil des Tarka-Tals in der Sahelzone. Die Nachbargemeinden sind Bermo im Norden, Roumbou I im Osten, Birni Lallé im Südosten und Westen sowie die Stadt Dakoro im Südwesten. Bei den Siedlungen im Gemeindegebiet handelt es sich um zehn Dörfer und zwölf Weiler. Der Hauptort der Landgemeinde ist das Dorf Azagor.

## Geschichte
Im Schuljahr 1947/1948 richtete die damals französische Verwaltung eine Nomadenschule in Azagor ein. Die Landgemeinde Azagor entstand als Verwaltungseinheit 2002 im Zuge einer landesweiten Verwaltungsreform aus einem Teil des Kantons Birni Lallé.

## Bevölkerung
Bei der Volkszählung 2012 hatte die Landgemeinde 5565 Einwohner, die in 813 Haushalten lebten. Bei der Volkszählung 2001 betrug die Einwohnerzahl 3635 in 529 Haushalten.
Im Hauptort lebten bei der Volkszählung 2012 702 Einwohner in 110 Haushalten, bei der Volkszählung 2001 380 in 53 Haushalten und bei der Volkszählung 1988 1026 in 188 Haushalten.
In ethnischer Hinsicht ist die Gemeinde ein Siedlungsgebiet von Tuareg und Fulbe. Azagor ist der Hauptort der Tuareg-Untergruppe Kel Gress.

## Politik
Der Gemeinderat (conseil municipal) hat 11 gewählte Mitglieder. Mit den Kommunalwahlen 2020 sind die Sitze im Gemeinderat wie folgt verteilt: 6 PNDS-Tarayya, 3 MPN-Kiishin Kassa, 1 MNSD-Nassara und 1 MPR-Jamhuriya.
Jeweils ein traditioneller Ortsvorsteher (chef traditionnel) steht an der Spitze der zehn Dörfer in der Gemeinde, darunter dem Hauptort.

## Wirtschaft und Infrastruktur
Die Gemeinde liegt in einer Zone, in der Agropastoralismus betrieben wird. Beim Dorf Maïrakouma erstreckt sich ein 496 Hektar großes Weidegebiet. Die schlechten klimatischen Bedingungen erschweren die landwirtschaftlichen Aktivitäten. Es gibt keinen Markt in der Gemeinde, was einen Nachteil für die wirtschaftliche Entwicklung darstellt. In Umsetzung eines Teils des Friedensabkommens von 1995 zwischen den Tuareg und der Zentralregierung in Niamey wurden im Hauptort Infrastruktureinrichtungen wie eine Schule, ein Gesundheitszentrum, ein Getreidespeicher und eine Viehimpfstation geschaffen. Beim Centre de Formation aux Métiers d’Azagor (CFM Azagor) handelt es sich um ein Berufsausbildungszentrum. Durch die Gemeinde verläuft die Nationalstraße 32 zwischen Keita und Sabon Kafi.